# Chat perché (film)
Pour plus de détails, voir Fiche technique et Distribution.
Chat perché (Catch as Cats Can) est un dessin animé de la série Merrie Melodies réalisé par Arthur Davis et sorti en 1947.